# フルーク (バンド)
フルーク（Fluke）は、マイク・ブライアントとジョン・ファグラー、マイク・ターニアーによって1980年代に結成されたイングランドのエレクトロニック・ミュージック・グループ。バンドのコンセプトは、当時音楽シーンで急成長していたアシッド・ハウス、特にキャバレー・ヴォルテールやジョルジオ・モロダーの作品に影響を受けている。
ハウスから、テクノ、アンビエント、ブルースに渡るジャンルの多様性、消極的なメディアへの露出、アルバムとアルバムのリリース間隔の長さが特徴的である。フルークをリスナーの多くが認知するのは、ブロックバスター作品のサウンドトラック（『マトリックス リローデッド』『シン・シティ』が有名）や、『ニード・フォー・スピード アンダーグラウンド』『ワイプアウト』などのコンピュータゲームシリーズのサウンドトラックに収録された楽曲を通してのみである。映画『エクスペリメント』ではフルークの楽曲「YKK」が使用されている。
フルークはこれまでに5作のスタジオ・アルバムと、2作のベスト・アルバム、2作のライブ・アルバムを発表している。これまでに何度かのメンバー・チェンジをしているほか、ギターにニール・ダベンポート、ドラムスにロビン・グッドリッジ、DJにヒュー・ブライダーがクレジット参加している。アルバム『リゾット』のツアーでは、バンドの公式マスコットで『ワイプアウト』シリーズのキャラクター「アリアル・テツオ」に扮したレイチェル・スチュワートとステージで共演した。スチュワートは1997年から1999年の間にフルークが発表したライブ・アルバムで、リード女性ボーカル/ダンサーとして参加した。
『リゾット』後、マイク・ターニアーがジャン・バートンとともに新たにシンタックスを結成するためにフルークを脱退。ターニアーの助力なしに最新作アルバムのプロデュースに取りかかったマイク・ブライアントとジョン・ファグラーは、後に2ビット・パイというプロジェクトに参加し、2006年9月4日にデビュー・アルバム『2 Pie Island』を発表した。

## 略歴

### アルバム『The Techno Rose of Blighty』
フルークの結成以前に、ジョン・ファグラーとマイク・ブライアントはそれぞれ「ザ・リーキー・ラジエーターズ」「ザ・レイ・フィガーズ」という2つのパンク・バンドで活動していた。フルークの3人目のメンバーであるマイク・ターニアーは、ジョン・ファグラーと「スキン」でコラボレーションした際にグループに紹介された。アシッド・ハウス・シーンやキャバレー・ヴォルテール、ジョルジオ・モロダーなどの実験的なエレクトロニック・サウンドに興味を持つなど、すぐに3人の音楽的な嗜好の一致が明らかになった。そして最後にジュリアン・ニュージェントをグループのマネージャーに迎え入れ、フルークが誕生した。
1988年に発表された最初のシングル「Island Life」は、クリア・ブルーの12インチ盤にプレスされたホワイト・レーベル盤であった。商業的には成功せず、その後のフルークの作品とは異なる方向性のサウンドであった。その後も1989年に「Thumper!」、1990年にジョニ・ミッチェルの「ビッグ・イエロー・タクシー」をサンプリングした「Joni/Taxi」という2作のホワイト・レーベル盤を発表した。注目を集めたこれらの作品により、最初のCDシングル「Philly」をリリースすることになるクリエイション・レコーズと契約を結ぶことに同年成功した。
翌年、フルークの1作目のアルバム『The Techno Rose of Blighty』を発表。続けてシングル「The Bells」とライブ・アルバム『アウト』を発表。『アウト』の発売に際してクリエイション・レコーズからヴァージン傘下のサーカ・レコードに移籍した。これら2作のアルバムの発表の傍ら、様々な異名のもとでフルークとは違った方向性の作品の発表を始める。その最初の作品は1990年にラッキー・モンキーズ (Lucky Monkeys)名義で発表したインダストリアルのシングル「All Aboard」である。
録音スタジオを所有すれば最も大きな芸術的な自由を得ることができるとキャリアの早い段階で気づき、建物の購入を決定した。このスタジオは、「多くの人（ミュージシャンや友人）を頼る上で極めて価値のあるものとなった」とジョン・ファグラーは語っている。
EMIは1991年のトーク・トークのリミックス・アルバム『History Revisited: The Remixes』のため、トーク・トークとの面識はなかったが、フルークに1986年の「Life's What You Make It」のリミックスを依頼した。このアルバムは許可無く自分たちの楽曲がリミックスされたものであると主張するトーク・トーク側から抗議を受け、ほどなくして店舗から姿を消した。

### アルバム『Six Wheels on My Wagon』
2年間の活動休止の後、1993年にフルークはポピュラー音楽のメインストリームに躍進することになるシングル「Slid」を発表。「Slid」はDJサシャに気に入られたことで、瞬く間にクラブの定番曲となった。DJサシャはアルバム『Renaissance』で「Slid」のリミックスを3トラック収録しているほどである。この爆発的成功に続き、「Electric Guitar」と「Groovy Feeling」の2作のシングルを発表。同年夏には2作目となるアルバム『Six Wheels on My Wagon』が発表された。
このアルバムでは明確なハウス・サウンドにアップリフティングなリフ、アンビエント系のエフェクトがフィーチャーされ、それまでのフルークが展開していたテクノ・サウンドとは対極とも言える作品となった。序盤こそ親しみやすいポップな楽曲が収録されているものの、後半になるに従ってより野心的なアンビエント系サウンドに傾斜していく構成になっている。ともすればアルバム全体の活気を失うことになりかねない構成だが、批評家の間では好評を博し、『ビルボード』誌では「革新的」と評された。「インデペンデント」紙はより踏み込んだ表現で、フルークはヨーロッパにおける新たな大物になると評した。
| 「 | フルークの『Six Wheels on My Wagon』は現代のモダン-アンビエント・グルーヴ全盛時代の象徴的作品であり、ヨーロッパの新しいサウンドの流行の波が、稀なことにイギリスにも大陸と同じように押し寄せていることを示している。『Six Wheels on My Wagon』に収録されている楽曲は、どれもグルーヴの中に美しい旋律が流れており、心地よい安定感と驚き、革新が上手く調和した作品に仕上がっている。 | 」 |

1994年にBBCラジオ1のDJであるジョン・ピールの番組のためにレコーディングした『The Peel Sessions』を発表。このCDの収録曲は1990年11月18日と1991年12月10日に行われた2つのライブ・セッションの中からセレクトされている。新曲「Time Keeper」のほか、ヴァイナル盤のみのリリースとなっていた過去の楽曲もこのCDに収録された。CDのリリースには至っていないが、フルークはこのCDの発表の後1996年11月10日に放送された回と、2002年12月8日にビール・セッションズに出演している。

### アルバム『Oto』と『リゾット』
その翌年、3作目のアルバム『Oto』を発表。ギリシア語で「耳の」を意味するタイトルが付けられたこのアルバムでは、前作『Six Wheels on My Wagon』の特徴でもあったアップリフティングなハウス・スタイルを完全に排し、前作の後半の暗澹としたアンビエント系エフェクトにフォーカスしている。そのため、前作と比較してやや暗い雰囲気が作品としての親しみやすさを損ねている。『Oto』からは「Bubble」「Bullet」「Tosh」の3作がシングル・カットされ、「Bullet」は『ビルボード』誌でドミニク・プライドが選ぶ1995年のトップ10に選出された。また、これらのシングルはフルークとして全英シングルチャートのトップ40にチャートインする初めての作品となった。
1996年にシングル「Atom Bomb」を発表し、全英チャートで20位を記録した。この楽曲は元々コンピュータゲーム『ワイプアウトXL』のために制作されたもので、次のアルバム『リゾット』の中心的楽曲となった。また、ケミカル・ブラザーズ、フューチャー・サウンド・オブ・ロンドン、フォテック、アンダーワールド、ダフト・パンク、レフトフィールド、プロディジーらが参加したサウンドトラック・アルバム『ワイプアウトXL オリジナル・サウンドトラック』からもシングル・カットされた。「Atom Bomb」と「Absurd」が主要なチャートで成功を収めたことで、4作目のスタジオ・アルバムが全てのフルークの作品の中で最も広く知られている。タイトルは様々な要素をミックスしたことから「リゾット」と名付けられ、これまでに発表したシングル「Atom Bomb」「Absurd」のほか、新曲「Goodnight Lover」「Kitten Moon」、後にシングル化される「Squirt」、『Oto』に収録された「Tosh」のリミックス版となる「Mosh」が収録された。「ガーディアン」紙のデイヴィッド・ベナンは以下の様に『リゾット』を評しており、これはフルークのアルバムの中で最も好意的な論評かもしれない。
| 「 | 『リゾット』ではフルークの上質で洗練されたテクノが絶え間なく展開されている。「Absurd」「Atom Bomb」、傑作「Squirt」では特にそうだが、例えるなら遠く火星からの放送が歯の詰め物を通じて頭の中に聴こえてくるような、そのくすんだボーカルの囁きに、まるで愛犬の虜になった時のように意識を集中させられる。 | 」 |

この時期、バンドは異名であるラッキー・モンキーズ名義で「Bjango」を発表。このシングルにはフルーク自身によるリミックスも収録された。
アメリカでの1年にわたる「エレクトリック・ハイウェイ」ツアーと、グラストンベリー・フェスティバルでの2公演（1995年と1998年）を終えると、メンバーのマイク・ターニアーは、長期にわたってフルークの友人であったジャン・バートンとともに新たなプロジェクト「シンタックス」を立ち上げるべくフルークを脱退した。
シンタックスは2004年3月にアルバム『メッカーノ・マインド』と、まずまずの成功を収めたシングル2作を発表し、シザー・シスターズのツアーでサポートを務めるなどしたが、2005年に2人は別々の道を歩むことになった。

### アルバム『Progressive History X』と『Progressive History XXX』
メンバー脱退を機に、これまでの10年間の歴史の振り返るベスト盤『Progressive History X』と、レア音源や入手困難なミックスを多数詰め込んだCDボックスセット『Progressive History XXX』を2001年に発表した。いずれのパッケージにもデイヴィッド・ベセルの『Discotheque』がアートワークに使用されている。ボックスセットには、ブラック、レッド、ホワイト、ブルーのアートワークのバージョン違いが封入されているほか、表にシルエット画像、裏面にその他の全てのアルバム・ジャケット画像が印刷されたポスターが封入された。
2002年になると、ジョン・ファグラーとヒュー・ブライダーの2人がザ・フルークDJsとして活動を始める。ブライダーはMTVのスペシャル・イベント・パーティーのレジデンシーDJとして活動する傍ら、1993年からフルークのライブでDJとしてサポートしていた人物である。この活動のメンバーにマイク・ブライアントやマイク・ターニアーが入らなかったことで、メンバー間の亀裂がさらに深まったとの噂がたったが、ジョン・ファグラーは「集中して制作に取り組んだ『リゾット』の後だっただけに、お互いに距離を置く時間が必要だっただけだ」と、直ぐにこの噂を否定した。

### アルバム『Puppy』
ベスト盤の発表後もプロモーションCD『Xmas Demos』を2000年にプロデュースするなど、フルークの録音スタジオには生命反応があった。『Xmas Demos』にはアルバム『Puppy』用に制作された楽曲が数多く収録された。6年のインターバルの後、フルークに残ったメンバーが新しいアルバムの基礎となる2作のシングルを発表したことで、新アルバム発表に対する憶測はより現実的なものとなった。アパルーソ・レーベルから発表したシングルは、シーン復帰を文字通り示唆する「Slap It」というタイトルで、ソングライターのクレジットはシンプルに「ブライアント/ファグラー」とだけ記されていた。ワン・リトル・インディアン・レーベルから発表した「Pulse」では、よりダークなスタイルを例示していた。前作『リゾット』の発表から6年後、フルークは5作目のスタジオ・アルバム『Puppy』を発表し、ターニアーが不在でもフルークが存続できることをようやく証明した。アルバムのタイトルは、ビルバオ・グッゲンハイム美術館に展示されているジェフ・クーンズが制作した高さ12.4mの子犬の彫刻からインスピレーションを得た。このアルバムは全体的に前作『リゾット』に収録されている楽曲に似たテンポと雰囲気があったが、ブルースの楽曲「Blue Sky」や、ボーナス・トラックとしてダークなテクノ・サウンドを志向した「Pulse」なども収録された。
批評家の評価は芳しいものではなく、時代遅れの作品というレッテルを貼られた。「インデペンデント」紙のアンディ・ギルは以下のようにアルバムを評した。
| 「 | UKダンス・グループの最古参であるフルークは、これまでイギリスのハウス・シーンの常連として10年以上活動してきた…絶え間なく繰り返される爽快なシンセとスイープ・フィルターが織りなすサウンドは数年前までの様式で、「My Spine」や「Hang Tough」のような楽曲は、過去6、7年の間のどの時点でも作れたようなものだ。もっとも、現在流行しているクリーンなガレージ・ビートに比べると多少は複雑かもしれないが。「Snapshot」に見られる激しく上下するシンセ・リフはもはやテクノ版のブルース形式になりつつあり、その手軽さから自堕落なミュージシャンが安易に使う傾向にある。フルークは「Switch/Twitch」の歌詞の中で「変わるのは簡単さ/外に飛び出して新たな名声を手に入れよう/昨日のことは忘れて」などと歌ってはいるが、古いハウス・スタイルを捨てて進化することが彼らにとってそれほど容易ではなかったことを証明した格好だ。これは2000年代向けに作られた1990年代の音楽だ。 | 」 |

『Puppy』から唯一シングル・カットされた「Switch」は、CDとヴァイナル盤でリリースされた。「Switch」はエレクトロニック・アーツのコンピュータゲーム『ニード・フォー・スピード アンダーグラウンド2』のサウンドトラックに収録されたが、評判も人気も『リゾット』に収録されたシングル作品には遠く及ばず、全英トップ40に至ってはただの1度も登場することはなかった。

### 現在の活動
2005年後半、マイク・ブライアントとジョン・ファグラーは、ジャン・バートン、ワイルド・オスカー、ロビン・グッドリッジ、ディルシャニ・ウィーラシンゲ、マルリ・ バック、プロデューサーのアンディ・グレイらと共に2ビット・パイを結成し、限定版シングル「Nobody Never」を発表した。この楽曲ではフルークに見られる荒々しいボーカルとエレクトリックなフィーリングを保ちながらも、ライブでのプレイバックと生楽器に重点が置かれている。2006年5月には2ビット・パイとして「Little Things」「Here I Come」の2つの新曲がクラブで試演された。2006年6月17日には、さらに新曲「Fly」がアフターアワーズのクラブ・イベントで初披露された。そして批評家の関心をほとんど集めない中、2006年9月4日にイギリスでデビュー・アルバム『2 Pie Island』を発表した。

## メインストリームでの人気
20年間にわたって音楽を発表し続けてきたものの、多くのリスナーにとってフルークは比較的無名の存在であり、個々のメンバーに至ってはさらに知名度が低い。ジョン・ファグラーは「インデペンデント」紙とのインタビューの中で、バンドの隠遁主義は「永らく忘れ去られてきた共同体への回帰というよりは、利己的な快楽主義」であったと述べている。バンド成功の理由の中でも特に大きい部分を占めているのが、映画やゲームのサウンドトラックなどに収録されたことによる宣伝効果である。
2003年の大ヒット映画『マトリックス リローデッド』では、フルークの楽曲「Slap It」が使用された。この楽曲は映画のストーリーとの親和性のためサウンドトラックでは「ザイオン」にリネームされている。
フルークの1997年のヒット作「Absurd」は『追撃者』の予告編で使用されたほか、2005年の映画『シン・シティ』のストリップ・クラブのシーン、"ホワイトウォッシュ・エディット" が『トゥームレイダー』のサウンドトラックに収録され、『トゥームレイダー』のスポンサーであったエリクソンとのタイアップでエリクソンの広告でも使用された。コンピュータゲーム『NFL クォーターバッククラブ』シリーズでは、2002年に開発中止となるまで使用された。2008年版『ナイトライダー』の「ナイトの夜明け」の回では、KITTが秘密のメッセージを隠すところで楽曲「Absurd」が使用された。
フルークの権利関係の代理人であるV2ミュージックのデイヴィッド・スティールは、楽曲が映画に使用された場合は、可能な限りその映画のサウンドトラックに収録することを保証してもらうよう働きかけている。
| 「 | スティールは「その映画のサウンドトラックに収録されるという条件で、楽曲を使用する権利を認めた」と認識している。この方法により「その楽曲が単に映画で流れるだけに比べ、より大きな金額を稼ぎ出すことができる」と彼は述べている。 | 」 |

このようにメディアに取り上げられたことは、フルークのメンバーにとって喜ばしいものであった。ジョン・ファグラーは『ビルボード』誌のインタビューの中で以下のように述べている。
| 「 | バンドの成功というものは、そのバンドが何をするかに懸かっているのであって、その音楽が何に使われたかというのとは関係がない。イギリス国内での話になってしまうが、もし誰かが何か普通の商品の広告で流れたのを聴いて、そのバンドや作曲家について『商業主義に迎合して信念を曲げたから印象が悪い』などと思うだろうか。そのように考える人など、もはやいないだろう。 | 」 |

1997年のアメリカにおけるフルークの売り上げは合計14,000枚で、ケミカル・ブラザーズが『ディグ・ユア・オウン・ホール』の1作で売り上げた200,000枚と比べると控えめなものであった。ファグラーは『ビルボード』誌のインタビューの中で、「その期待値は音楽と無関係な人たちによる、ビジネス・レベルから出てきた話だ」と述べ、音楽シーンの外部にいる人たちがアメリカにおけるエレクトロニカ・ブームを過大評価して予測した数字であると理解していた。しかしながら、この商業的失敗にも気丈に「雑誌の表紙を飾るのが目的ではない」と述べている。

## ライブでのパフォーマンス
ライブ公演ではレーザーや美しい視覚効果やプロジェクション・ディスプレイを使用するなど、多くの点でケミカル・ブラザーズのそれと似ている。フルークのライブ・パフォーマンスは、オリジナル曲のみを演奏するだけでなく、「ザ・フルークDJs」としてDJスタイルでフルークの楽曲と他のアーティストの楽曲と交えて演奏する2部構成である。より多くの聴衆を取り込むべく、クリスタル・メソッドと組んだ1997年の「エレクトリック・ハイウェイ」ツアーや、メタリカらとともにヘッドライナーを務めた「プッケルポップ」フェスティバルなど、フェスティバル形式のツアーに積極的に参加した。
ただ、他の多くのエレクトロニック・グループとは対照的にフルークのメンバーがコンソールの後ろに立たされることがなかったのは、ステージにニール・ダベンポート（ギター）や、ロビン・グッドリッジ（パーカッション）などのセッション・ミュージシャンが参加するからである。1997年以降のステージは、バンドの公式マスコット「アリアル・テツオ」のリアル版としてダンサー/シンガーのレイチェル・スチュワートが加入したことによって、よりパワーアップしたものとなった。元々はコンピュータゲーム『ワイプアウトXL』のキャラクターであったが、『ワイプアウトXL』のサウンドトラックに「Atom Bomb」が収録された後、テツオがバンドの「第4のメンバー」として加入した。女性ボーカリストの加入はファグラーのディープでやや単調なボーカルを和らげる良い口実となった。ブライアントとターニアーがシンセサイザーの向こう側にいる時、ファグラーとスチュワートがダンスやボーカルで視覚的に聴衆を盛り上げることが可能になった。フルーク専任の専属照明オペレーターであるアンディ・ウォルトンは、テクノロジー主導で音楽に合わせたオペレーションをしている。スチュワートは2004年にフルークと別れ、元EMFのジェームス・アットキンとともに新たにビューティー・スクール (Beauty School)を結成した。
| 「 | ただ突っ立ってツマミをいじっているより、みんなに本物のショーを見せることが私たちにとって重要でした。 | 」 |

『Puppy』を発表した後、メンバーが家族の子供たちとの時間を優先したことでフルークのライブ公演の数は著しく減少した。数少ないその後のフルークの公演では、ライブ・ステージ・バンドとしてではなく、ザ・フルークDJsとしてノートパソコンと変形ターンテーブルを使用してプレイしているが、これについてジョン・ファグラーは「楽しいが、ダンスフロアには向いていない」と後述している。
2009年10月10日のロンドンはザ・タバナクルでの公演を皮切りに、フルークはライブ活動を再開した。

## ディスコグラフィ

### スタジオ・アルバム
- The Techno Rose of Blighty (1991年、Creation)
- Six Wheels on My Wagon (1993年、Circa)
- Oto (1995年、Circa)
- 『リゾット』 - Risotto (1997年、Circa/Virgin/Astralwerks)
- Puppy (2003年、One Little Indian)

### ライブ・アルバム
- 『アウト』 - Out (In Essence) (1991年、Circa/Virgin)

### コンピレーション・アルバム
- The Peel Sessions (1994年、Strange Fruit)
- Progressive History X (2001年、Circa)
- Progressive History XXX (2002年、Circa)